# ماري بيندكت كاشينج
ماري بيندكت كاشينج (بالإنجليزية: Mary Benedict Cushing)‏ هي نجمة اجتماعية أمريكية، ولدت في 27 يناير 1906، وتوفيت في 6 نوفمبر 1978.